# Закон Хаббла
Зако́н Ха́ббла (или закон Хаббла — Леметра, закон всеобщего разбегания галактик) — космологический закон, описывающий расширение Вселенной. В статьях и научной литературе в зависимости от её специализации и даты публикаций он формулируется по-разному.
Классическое определение:
{\displaystyle v=H_{0}r,}
где {\displaystyle v} — скорость галактики, {\displaystyle r} — расстояние до неё, а {\displaystyle H_{0}} — коэффициент пропорциональности, сегодня называемый постоянной Хаббла.
Однако в современных работах наблюдателей эта зависимость принимает вид
{\displaystyle cz=H_{0}r,}
где с — скорость света, а z — красное смещение. Также, последнее является стандартным обозначением расстояния во всех современных космологических работах.
Третий вид закона Хаббла можно встретить в теоретических публикациях:
{\displaystyle H={\frac {{\dot {a}}(t_{1})}{a(t_{1})}},}
где {\displaystyle a} — масштабный фактор, зависящий только от времени, {\displaystyle {\dot {a}}} — его производная по времени.
Закон Хаббла является одним из основных наблюдаемых фактов в космологии. С его помощью можно примерно оценить время расширения Вселенной (так называемый Хаббловский возраст Вселенной):
{\displaystyle t_{H}={\frac {r}{V}}={\frac {1}{H_{0}}}.}
Эта величина с точностью до численного множителя порядка единицы соответствует возрасту Вселенной, рассчитываемому по стандартной космологической модели Фридмана.

## История открытия

График из оригинальной работы Хаббла 1929 года

В 1913—1914 годах американский астроном Весто Слайфер установил, что Туманность Андромеды и ещё более десятка небесных объектов движутся относительно Солнечной системы с огромными скоростями (порядка 1000 км/с). Это означало, что все они находятся за пределами Галактики (ранее многие астрономы полагали, что туманности представляют собой формирующиеся в нашей Галактике планетные системы). Другой важный результат: все исследованные Слайфером туманности, кроме трёх, удалялись от Солнечной системы. В 1917—1922 годах Слайфер получил дополнительные данные, подтвердившие, что скорость почти всех внегалактических туманностей направлена прочь от Солнца. Артур Эддингтон на основе обсуждавшихся в те годы космологических моделей Общей теории относительности предположил, что этот факт отражает общий природный закон: Вселенная расширяется, и чем дальше от нас астрономический объект, тем больше его относительная скорость.
Вид закона для расширения Вселенной был установлен экспериментально для галактик бельгийским учёным Жоржем Леметром в 1927 году, а позже — знаменитым Эдвином Хабблом в 1929 году с помощью 100-дюймового (254 см) телескопа обсерватории Маунт-Вилсон, который позволил разрешить ближайшие галактики на звезды. Среди них были цефеиды, используя зависимость «период — светимость» которых, Хаббл измерил расстояние до них, а также красное смещение галактик, позволяющее определить их радиальную скорость.
Полученный Хабблом коэффициент пропорциональности составлял около 500 км/с на мегапарсек. Современное значение составляет по разным оценкам 74,03 ± 1,42 (км/с)/Мпк или 67,4 ± 0,5 (км/с)/Мпк. Столь существенное отличие от результатов Эдвина Хаббла обеспечивают два фактора: отсутствие поправки нуль-пункта зависимости «период — светимость» на поглощение (которое тогда ещё не было открыто) и существенный вклад собственных скоростей в общую скорость для местной группы галактик.

## Теоретическая интерпретация наблюдений

График, иллюстрирующий независимость закона Хаббла от положения галактики, из которой производится наблюдение. Слева: точка наблюдения — галактика А, справа: точка наблюдения — галактика В

Современное объяснение наблюдений даётся в рамках Вселенной Фридмана. Допустим есть источник, расположенный в сопутствующей системе на расстоянии r1 от наблюдателя. Приёмная аппаратура наблюдателя регистрирует фазу приходящей волны. Рассмотрим два интервала между точками с одной и той же фазой:
{\displaystyle {\frac {\delta t_{1}}{\delta t_{0}}}={\frac {\nu _{0}}{\nu _{1}}}\equiv 1+z.}
С другой стороны, для световой волны в принятой метрике выполняется равенство
{\displaystyle dt=\pm a(t){\frac {dr}{\sqrt {1-kr^{2}}}}.}
Проинтегрировав это уравнение, получим
{\displaystyle \int \limits _{t_{0}}^{t_{1}}{\frac {dt}{a(t)}}=\int \limits _{0}^{r_{c}}{\frac {dr}{\sqrt {1-kr^{2}}}}.}
Учитывая что в сопутствующих координатах r не зависит от времени, а также малость длины волны относительно радиуса кривизны Вселенной, получим соотношение
{\displaystyle {\frac {\delta t_{1}}{a(t_{1})}}={\frac {\delta t_{0}}{a(t_{0})}}.}
Если теперь его подставить в первоначальное соотношение, то
{\displaystyle 1+z={\frac {a(t_{0})}{a(t_{1})}}.}
Разложим a(t) в ряд Тейлора с центром в точке a(t1) и учтём члены только первого порядка:
{\displaystyle a(t)=a(t_{1})+{\dot {a}}(t_{1})(t-t_{1}).}
После приведения членов и домножения на c:
{\displaystyle cz={\frac {{\dot {a}}(t_{1})}{a(t_{1})}}c(t-t_{1})=HD.}
Соответственно, константа Хаббла
{\displaystyle H={\frac {{\dot {a}}(t_{1})}{a(t_{1})}}.}

## Оценка постоянной Хаббла и её физический смысл

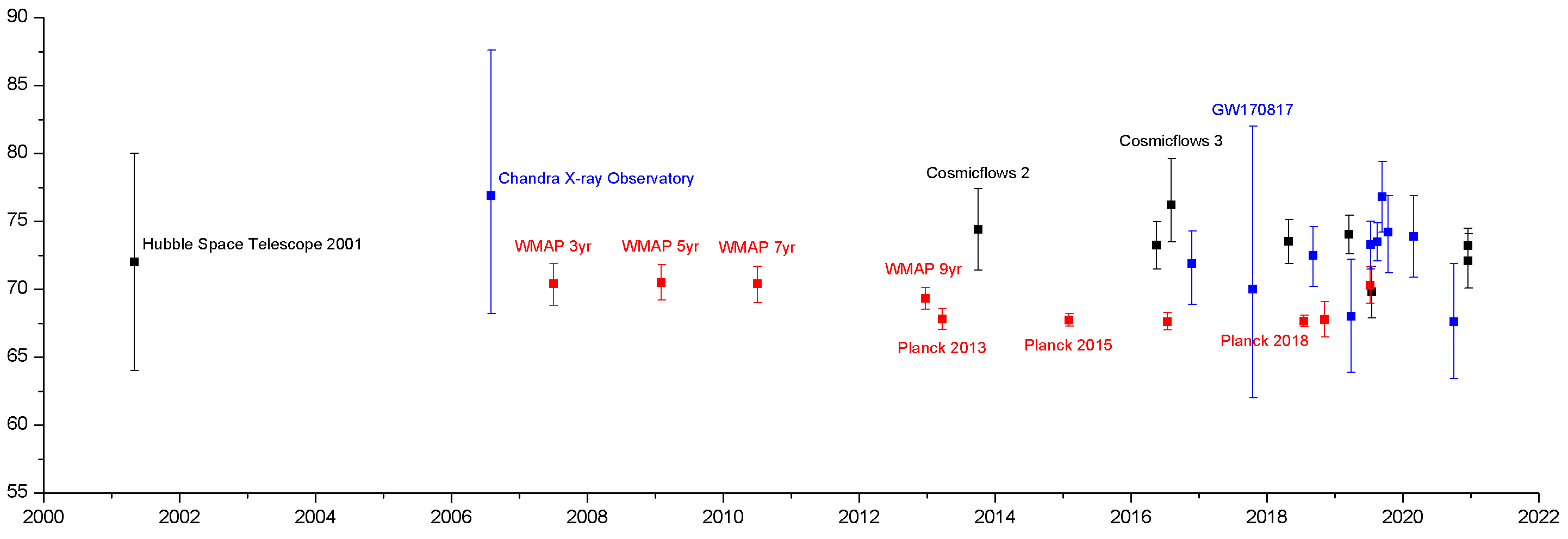
Наиболее известные оценки и измерения постоянной Хаббла за последние 20 лет

В процессе расширения, если оно происходит равномерно, постоянная Хаббла должна уменьшаться, и индекс «0» при её обозначении указывает на то, что величина Н0 относится к современной эпохе. Величина, обратная постоянной Хаббла, должна быть в таком случае равна времени, прошедшему с момента начала расширения, то есть возрасту Вселенной.
Значение Н0 определяется по наблюдениям галактик, расстояния до которых измерены без помощи красного смещения (прежде всего, по ярчайшим звёздам или цефеидам). Большинство независимых оценок Н0 дают для этого параметра значение 66—78 км/с на мегапарсек. Это означает, что галактики, находящиеся на расстоянии 100 мегапарсек, удаляются от нас со скоростью 6600—7800 км/с. По состоянию на 2019 год значения, полученные путём вычисления расстояний до галактик по светимости наблюдающихся в них цефеид на космическом телескопе «Хаббл», дают оценку 74,03 ± 1,42 (км/c)/Мпк, а значения, полученные с помощью измерения параметров реликтового излучения на космической обсерватории «Планк», показали значение 67,4 ± 0,5 (км/c)/Мпк по состоянию на 2018 год.
Проблема оценки Н0 осложняется тем, что, помимо космологических скоростей, обусловленных расширением Вселенной, галактики ещё обладают собственными (пекулярными) скоростями, которые могут составлять несколько сотен км/с (для членов массивных скоплений галактик — более 1000 км/с). Это приводит к тому, что закон Хаббла плохо выполняется или совсем не выполняется для объектов, находящихся на расстоянии ближе 10—15 млн световых лет, то есть как раз для тех галактик, расстояния до которых наиболее надёжно определяются без красного смещения.
С другой стороны, если подставить в формулу красного смещения {\displaystyle z=H_{0}t} время, равное одному периоду колебания фотона {\displaystyle T=1/\nu ,} то получим, что постоянная Хаббла — это величина, на которую уменьшается частота фотона за один период колебания вне зависимости от длины волны, и чтобы определить, насколько уменьшилась частота фотона, надо постоянную Хаббла умножить на число совершённых колебаний: {\displaystyle \nu _{n}=nH_{0}.}

## Аналоги закона Хаббла в других областях астрофизики
Линейный закон роста скорости расширения с расстоянием наблюдается также для многих планетарных туманностей (так называемый Hubble-like flow).